# Sisco (Haute-Corse)
Sisco település Franciaországban, Haute-Corse megyében. Lakosainak száma 1172 fő (2022. január 1.). Sisco Pietracorbara, Ogliastro, Olcani és Brando községekkel határos.

## Népesség
A település népessége az elmúlt években az alábbi módon változott:
| Lakosok száma | 497  | 514  | 616  | 901  | 1057 | 1121 | 1169 | 1157 | 1151 | 1172 |
|               | 1968 | 1982 | 1990 | 2006 | 2013 | 2015 | 2017 | 2019 | 2020 | 2022 |